# Arduino IDE
L'Arduino IDE è un ambiente di sviluppo integrato per la piattaforma di open hardware Arduino. L'applicazione è multipiattaforma e basata su Electron (le versioni 1.x erano invece scritte in Java).

## Storia
Arduino IDE è derivato dall'IDE creato per il linguaggio di programmazione Processing e per il progetto Wiring. È stata creata da Massimo Banzi, David Cuartielles, Tom Igoe, Gianluca Martino, e David Mellis, per iniziare alla programmazione i neofiti, che siano a digiuno di pratica nello sviluppo di software.
Nel tempo l'Arduino IDE è stato sviluppato e migliorato dalla community direttamente su GitHub.
Nel 2020 vede la luce il progetto per la versione 2.0 dell'Arduino IDE con una serie progressiva di rilasci in beta. Diverso nell'architettura, basato su Theia IDE e sviluppato con Electron, questo nuovo IDE si presenta con una barra laterale ad icone in sostituzione del menu e si avvicina molto allo stile del WEB Editor, con il quale condivide numerose funzionalità.

## Caratteristiche
Per permettere la stesura del codice sorgente, l'IDE include un editore di testo dotato di alcune particolarità, come il syntax highlighting, il controllo delle parentesi e l'indentazione automatica. L'editor è in grado di compilare e caricare sulla scheda Arduino il programma eseguibile in una sola passata e con un solo click. In genere non vi è bisogno di creare dei Makefile o far girare programmi dalla riga di comando.
L'ambiente di sviluppo integrato di Arduino è fornito di una libreria software C/C++, chiamata "Wiring" (dall'omonimo progetto Wiring): la disponibilità della libreria rende molto più semplice implementare via software le comuni operazioni di input/output. Grazie alla documentazione fornita dal Team Arduino, la scrittura di nuove librerie è alla portata di tutti coloro che hanno dimestichezza con il linguaggio C++. Il numero di librerie disponibili tramite il Library Manager integrato con l'IDE ha superato il valore di 5000 a metà del 2022 ed è anche stato creato un sito che in modo automatico censisce le librerie.
I programmi di Arduino, chiamati sketch, sono scritti in linguaggio derivato dal C/C++, ma all'utilizzatore, per poter creare un file eseguibile, si richiede solo di definire due funzioni:
- void setup ()
 – funzione invocata una sola volta all'inizio di un programma, da utilizzare per i settaggi iniziali che rimarranno invariati durante l'esecuzioni;
- void loop ()
 – funzione invocata ripetutamente, la cui esecuzione si interrompe solo quando si toglie l'alimentazione alla scheda.

## Esempi di codice
Un tipico esempio di programma per iniziare a far pratica con un microcontroller è quello, molto semplice, che permette l'accensione ripetuta di un LED. Nell'ambiente di sviluppo di Arduino, l'utilizzatore potrebbe farlo con un programma come il seguente:
```
#define LED_PIN 13 
//definisce la costante LED_PIN, che indicherà il pin 13

void
 
setup
 
()
 
{

  
pinMode
 
(
LED_PIN
,
 
OUTPUT
);
   
// abilita il pin per l'output digitale

}

void
 
loop
 
()
 
{

  
digitalWrite
 
(
LED_PIN
,
 
HIGH
);
 
// accende il LED

  
delay
 
(
1000
);
         
// aspetta 1 secondo (1000 millisecondi)

  
digitalWrite
 
(
LED_PIN
,
 
LOW
);
  
// spegne il LED

  
delay
 
(
1000
);
         
// aspetta un secondo

}

```

Scritto in questo modo, il codice non verrebbe riconosciuto come programma valido da un compilatore C++; per questo motivo, quando l'utilizzatore seleziona il bottone di comando "Upload to I/O board" (presente nell'IDE) per caricare il programma sulla scheda, una copia del codice viene automaticamente trascritta in un file temporaneo con l'aggiunta di un extra include header all'inizio del codice e l'implementazione di una semplicissima funzione main() in basso:
```
#include
 
"WProgram.h"
 // include la libreria WProgram

#define LED_PIN 13 
//definisce la costante LED_PIN, che indicherà il pin 13

void
 
setup
 
()
 
{

  
pinMode
 
(
LED_PIN
,
 
OUTPUT
);
   
// abilita il pin per l'output digitale

}

void
 
loop
 
()
 
{

  
digitalWrite
 
(
LED_PIN
,
 
HIGH
);
 
// accende il LED

  
delay
 
(
1000
);
         
// aspetta 1 secondo (1000 millisecondi)

  
digitalWrite
 
(
LED_PIN
,
 
LOW
);
  
// spegne il LED

  
delay
 
(
1000
);
         
// aspetta 1 secondo

}

int
 
main
(
void
)

{

  
init
();

  
setup
();

 

  
for
 
(;;)

    
loop
();

    

  
return
 
0
;

}

```

"WProgram.h" è lo header file principale per la libreria Wiring. La funzione main()effettua solo tre chiamate, init(), setup() e loop(); le ultime due sono definite dall'utente, mentre la prima è scritta nella libreria stessa. La funzione loop(), come richiesto, è automaticamente nidificata in un loop infinito.
L'IDE di Arduino usa la GNU toolchain e la AVR Libc per compilare i programmi, mentre usa avrdude per caricarli sulla scheda.